# 久喜青葉団地

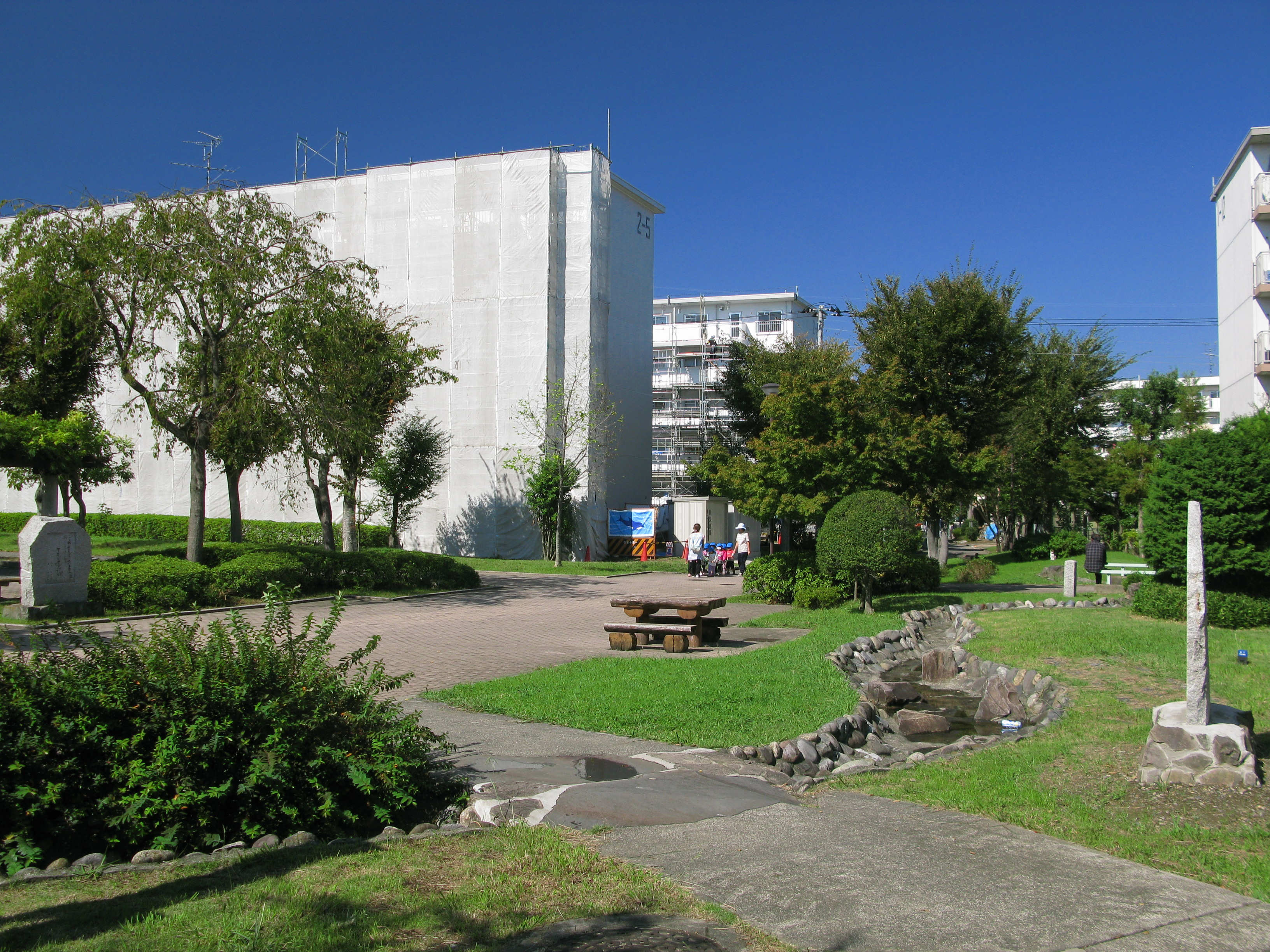
久喜青葉団地内の遊歩道「童謡の小道」

久喜青葉団地（くきあおばだんち）は、埼玉県久喜市青葉に所在する住宅団地。日本住宅公団（現：UR、都市再生機構）および埼玉県により造成された。
団地内には遊歩道「童謡の小道」が整備されており、童謡の歌詞を記した詩碑が多数設置されている。

## 概要
主に大字青毛字平沼（現青葉のおおよそ北半分）・大字吉羽字平沼（現青葉のおおよそ南半分）を主体とする土地において平沼土地区画整理事業が発足、当時の日本住宅公団が主体となり区画整理事業が進められた。かつてこの地の多くは肥沃な湿田であり、また畑などの耕地を含んでいた。
この平沼土地区画整理事業で区画整理された土地は、公募により地名を「青葉」と改め、青葉1丁目・青葉2丁目・青葉3丁目・青葉4丁目・青葉5丁目となる。このうち、久喜青葉団地の範囲は青葉1丁目および青葉2丁目である。これらの造成・建設が終了し、1974年（昭和49年）に久喜青葉団地は完成した。
久喜青葉団地の西部には青毛堀川が流下しており、川に沿って青葉さくら通りが整備されている。この青毛堀川および天王新堀沿いに桜が植樹されており、春先に菜花と合わせ見頃を迎える、久喜市の桜の名所の一つである。

## UR住宅
UR住宅の範囲は青葉1丁目であり、1974年（昭和49年）に完成し現在に至る。青葉1丁目は市などの公共施設（小学校や公民館など）を除き、全体が都市再生機構の集合住宅地または商店街であり、一軒家などの戸建住宅等は存在しない。
青葉1丁目には久喜市立青葉小学校、童謡の小道、久喜青葉団地内商店街、久喜青葉団地内郵便局、青葉公民館（旧称「東公民館」、現在の久喜市立東公民館とは異なる）などが存在する。

## 埼玉県営住宅
埼玉県営住宅の範囲は青葉2丁目であり、県営住宅の北部に久喜市立あおば保育園が所在する。青葉2丁目には埼玉県営の集合住宅だけではなく、一般の宅地や商店なども存在する。県営住宅は1号棟から11号棟まで存在し、このうち1号棟から10号棟までが中層、11号棟が高層となっている。
埼玉県では、県営住宅の管理を埼玉県住宅供給公社に委託している。

## バス路線
- 久喜駅東口
  - 朝日バスのりば1にて「青葉団地循環」「弁天橋行き」「朝日バス車庫行き」「KU16 幸手駅西口行き」のいずれかに乗車、「県営住宅入口」「青葉団地中央」「青葉団地東」のいずれか最寄にて下車すぐ。
  - 朝日バスのりば2にて「吉羽栗原循環」「吉羽栗原青毛経由朝日バス車庫行き」のいずれかに乗車、「青葉5丁目」下車、徒歩約3分（距離約200m）。
  - 久喜市内循環バスのりばにて「野久喜吉羽循環」に乗車、「ふれあいセンター久喜」下車、徒歩約1分（距離約100m）[4]。
- 幸手駅西口
  - 朝日バス「KU16 久喜駅東口行き」に乗車、「青葉団地東」「青葉団地中央」「県営住宅入口」のいずれか最寄にて下車すぐ。

## 近隣の施設など
- 童謡の小道
- 久喜青葉団地内商店街
- 久喜青葉団地内郵便局
- 青葉公民館
- 久喜市立青葉小学校
- 久喜市立青毛小学校
- 久喜市立久喜東中学校
- 久喜市立あおば保育園
- 青葉公園（青葉グラウンド）
- 青毛歩道橋 - 青毛小学校と青葉公園を結ぶ歩道橋
- ふれあいセンター久喜
- 青毛堀川
- 天王新堀
- 平沼落川
- 青葉五丁目公園
- 吉羽浄水場（久喜市上下水道部）